# Перов гроб у Брусници
Перов гроб у Брусници (Општина Горњи Милановац) налази се на Перовом брду − потес Игриште, где су некада одржавана народна окупљања. По локалном предању, на овом месту страдао је и сахрањен слуга Петар који се на једној игранци „загледао у господареву будућу снају”.

## Изглед споменика
Надгробник је облика двоструког крста, димензија 85х45х14 cm. Исклесан је од пешчара са оближњег брусничког мајдана Мауковац. Гроб је некада прекривала велика хоризонтална камена плоча. На споменику нема натписа, нити година.

## Ликовни садржај
С предње стране споменика уклесан је двоструки крст оивичен зупчастим линијама које симболизују сунчеве зраке, док с наличја нема уреза.

## Спољње везе
- Poreklo-prezimena-selo-brusnica-gornji-milanovac/